# Фелдманис, Инесис
Инесис Фелдманис (латыш. Inesis Feldmanis, родился 1 августа 1949 года) — латышский историк, хабилитированный доктор истории, профессор ЛУ, член Академии наук Латвии.

## Биография
Инесис Фелдманис родился 1 августа 1949 года в Цесисе. С 1967 по 1979 год учился на факультете истории и философии в Латвийском Государственном Университете. Параллельно учёбе с 1972 по 1977 год работал учителем истории в Рижской 14 средней школе. Затем начал работать в ЛГУ, сначала ассистентом кафедры нового и новейшего времени, затем старшим преподавателем.
С 1980 года учился в аспирантуре в Московском университете, где в 1984 году получил степень кандидата исторических наук. В 1986 году стал доцентом в ЛГУ. В 1992 году получил докторскую степень, а в 1994 году был признан хабилитированным доктором истории. С 1992 по 2001 год был продеканом Факультета Истории и Философии в ЛУ. С 2001 года стажировался в институте Гердера в Марбурге, Германия. В 2009 году награждён Почётной грамотой Кабинета Министров Латвии. В 2019 году награждён Орденом Трёх Звёзд Третьей степени.

## Научная деятельность
Главная сфера интересов Инесиса Фелдманиса — история Латвии в межвоенный период. Также изучал деятельность балтийских немцев того времени. Фелдманис автор 12 монографий, 8 школьных пособий и более 300 научных статей.
С 1998 года член латвийской комиссии историков. С 1998 по 2009 год был руководителем проекта «Оккупационная политика Нацистской Германии (1941—1945)». Руководитель проектов «Латвия во Второй мировой войне (1939—1945)» и «Внешняя политика и дипломатия Латвии в 20 веке», финансируемых государственной исследовательской программой Letonika. Председатель совета профессоров ЛУ.